# Адам Тадеуш Венявський
Адам Тадеуш Венявський (пол. Adam Tadeusz Wieniawski; 27 листопада 1876, Варшава — 27 квітня 1950, Бидгощ) — польський композитор, музичний педагог і громадський діяч. Син Олександра Венявського, який був братом-близнюком Юзефа Венявського. Племінник також Генрика і Юліана Венявського.

## Біографія
Навчався у Варшаві у Зиґмунта Носковскі (фортеп'яно) та Генрика Мельцера-Щавіньського (композиція), потім в Парижі у Венсана д'Енді та Габрієля Форе.

У 1928 році очолив Варшавське музичне товариство і Вищу школу музики імені Фридерика Шопена, яка успішно конкурувала з Варшавською консерваторією. З 1932 року голова Спілки польських композиторів. У 1935 року заснував Міжнародний конкурс скрипалів імені Генрика Венявського та став першим головою його журі. Був головою журі на Другому (1932) і Третьому (1937) Конкурсах піаністів імені Шопена.

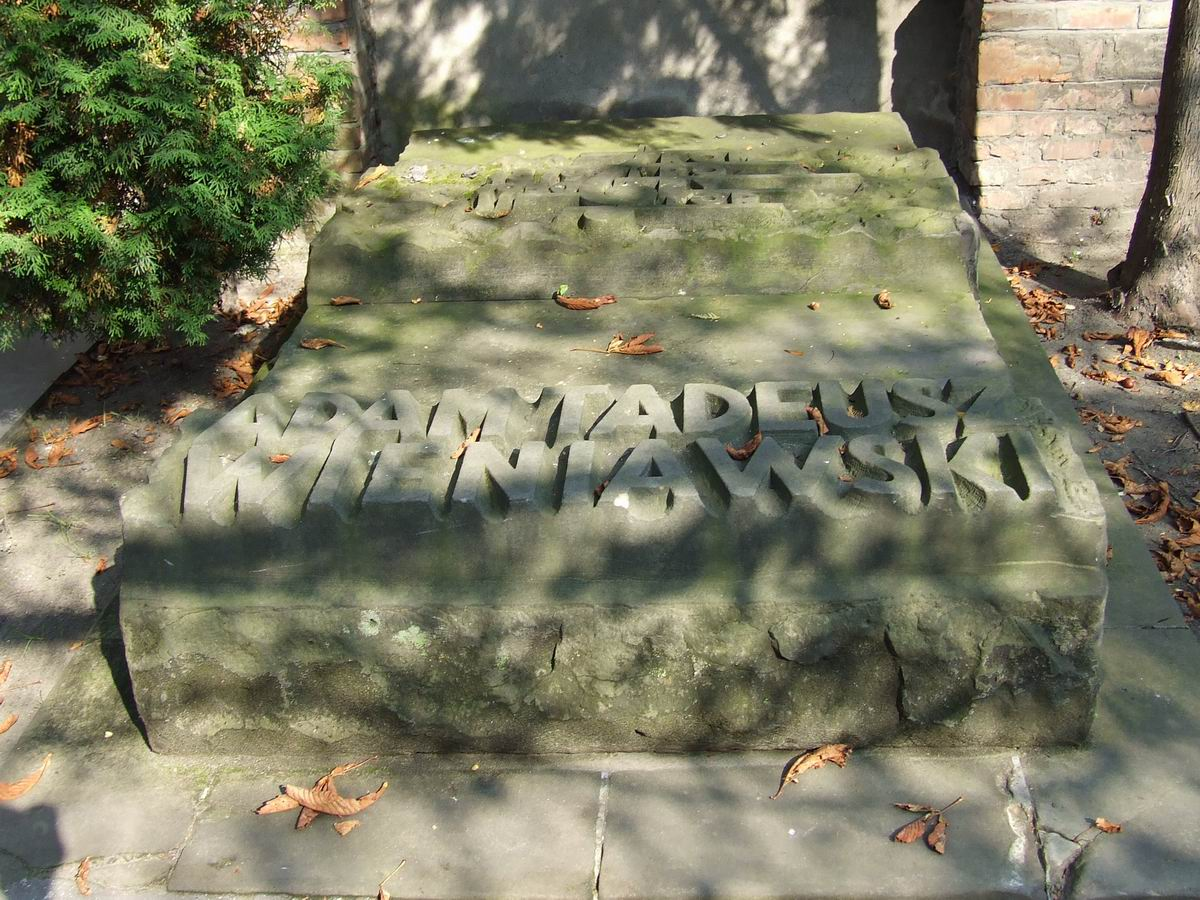
Могила Адама Тадеуша Венявського на Повонзківському цвинтарі

## Деякі твори
Опери
- «Мегае», лірична легенда на основі старовинної японської казки (пол. Megaë, 2 дії, лібрето M. Synnestredt і композитора), перша постановка: Варшава, 28 грудня 1912 (оркестрована заново в 1947 році)
- «Зофка», комічна опера (пол. Zofka, 3 дії), 1923
- «Звільнений», лірична драма (пол. Wyzwolony, 1 дія; лібрето композитора за п'єсою Вільє де Ліль-Адана «Втеча»), перша постановка: Варшава, 5 липня 1928)
- «Король-коханець», музична комедія (пол. Król kochanek, 5 сцен; лібрето W. Fabry), перша постановка: Варшава, 19 березня 1931

Балети
- «Лаліта» (пол. Lalita, 8 сцен, C. Jelenty), 1922
- «Актея в Єрусалимі» (пол. Aktea w Jerozolimie, 4 сцени) фрагмент поставлений у Варшаві 4 червня 1927)

Симфонічна музика та концерти
- «Казочки» (пол. Bajeczki), симфонієта
- 8 симфонічних поем
- Концертино для фортеп'яно з оркестром

Музика до фільмів
- Страшний двір (пол. Straszny dwór, 1936, режисер Леонард Бучковський (за оперою Монюшка).

Інше
- 2 струнних квартети
- 12 простих п'єс для фортеп'яно (пол. 12 łatwych utworow; 1945)
- «Маленький триптих» для фортеп'яно (пол. Mały tryptyk; 1946)
- Пісні для голосу з фортеп'яно і оркестром, в тому числі обробки польських народних пісень